# Bachergebirge
Das Bachergebirge, auch Bacherngebirge oder kurz Bachern (slowenisch Pohorje), ist ein dicht bewaldetes Mittelgebirge in Nordslowenien. In etwa ist das Bergland durch das Städtedreieck Maribor (Osten), Dravograd (Westen) und Slovenske Konjice (Süden) begrenzt. Seine Ost-West-Ausdehnung beträgt etwa 50 Kilometer, die von Nord nach Süd 30 Kilometer. Der Pohorje ist nur ganz dünn besiedelt, spielt aber eine große Rolle durch seine Ski- und Wandergebiete (wie Mariborsko Pohorje, Ribniško Pohorje und Rogla Pohorje) sowohl im slowenischen Wintertourismus (Damen-Weltcuprennen um den Goldenen Fuchs), als auch als Wander- und Erholungsgebiet im Sommer und Herbst.

## Lage
Der Pohorje ist ein breiter Gebirgsrücken, der sich etwa über 1000 Quadratkilometer südlich des slowenischen Drautals erstreckt. Er ist ein dicht bewaldeter Höhenzug ohne markante Gipfel. Die höchsten Erhebungen sind der Črni Vrh / Schwarzkogel (1543 m. i. J.), die nur einen Meter niedrigere Velika Kopa und die etwas südlicher liegende Rogla (1517 m. i. J.). Begrenzt wird dieses Gebiet im Westen durch die Mislinja (Mißling) und im Süden durch die Dravinja (Drann), im Osten fällt der Höhenzug bei Maribor zum Ptujsko polje (Pettauer Feld) ab.

## Geologie
Der Pohorje gehört zu den Zentralalpen; geologisch besteht eine Verbindung zu den nordwestlich gelegenen Lavanttaler Alpen (u. a. Koralpe und der Saualpe). In seinem zentralen Teil ist der Pohorje aus Silikatgesteinen, vor allem aus Tonalit und Dazit aufgebaut. In den Randbereichen überwiegen dagegen metamorphe (kristalline) Gesteine, insbesondere Gneise. Im südöstlichen Teil sind einige Gebiete von Triaskalken überlagert. Unter Geologen ist das Gebiet ferner durch ein gabbroides Gestein bekannt, der Cizlakit, ein festes, grüngraues Material von einem Tonalitkörper umgeben, das schon in der Antike Verwendung fand und in der Neuzeit vor allem für Grabsteine und andere Massivarbeiten eingesetzt wurde. 

## Höchste Gipfel
- Črni vrh (1543 m), Mislinja
- Velika Kopa (1542 m)[3], Vuzenica
- Jezerski vrh oder Ribniški vrh (1537 m)[4], Ribnica na Pohorju
- Mali Črni vrh (1533 m)[5]
- Mulejev vrh (1533 m)
- Vrh Lovrenških jezer (1527 m)
- Mala Kopa (1524 m), Ribnica na Pohorju
- Rogla (1517 m), Zreče
- Žigartov vrh (1346 m)[6], Ruše

## Landschaft

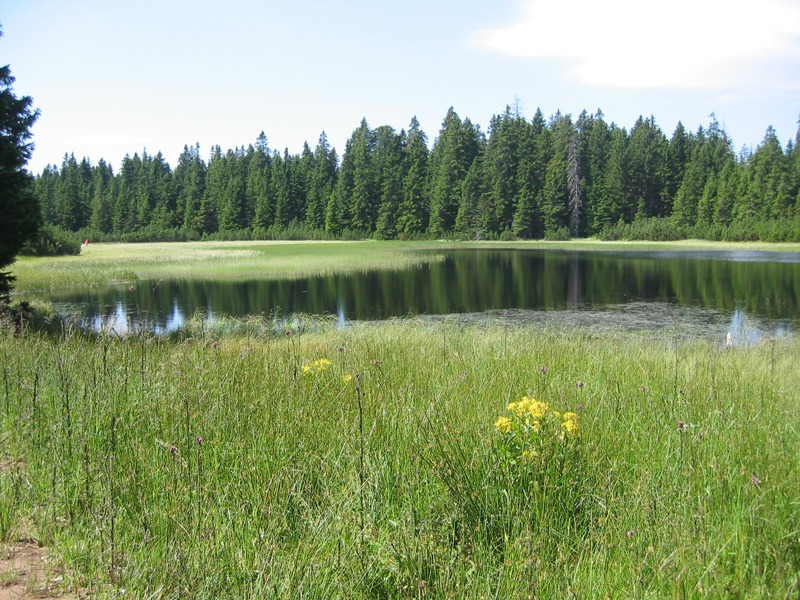
Der Schwarze See

Die relativ hohen Jahresniederschläge sowie der wasserundurchlässige Untergrund bewirken eine große Anzahl von Quellen, kleinen Bächen und Flüsschen, die im Pohorje entspringen und entweder nach Norden zur Drau hin, oder nach Süden hin zur Save entwässern. Insgesamt weist der Pohorje das dichteste Netz von Fließgewässern in Slowenien auf. In den zum Teil steil abfallenden Randbereichen befinden sich einige recht imposante Wasserfälle, wie etwa der Große Šumik, in dessen Nähe sich auch der letzte ungestörte Primärwald des Gebietes befindet.
Im Zentralteil bildet der Pohorje eine Hochfläche, die teilweise gerodet ist und von Alters her als Viehweide diente. Diese Planje genannten Weiden beherbergen einige zum Teil sehr seltene Pflanzenarten. Ebenfalls im Zentralteil, auf etwa 1400 Meter Seehöhe, erstreckt sich ein weitgehend abflussloses Moorgebiet, in das viele Seen und kleine Tümpel eingebettet sind. Der größte Teil des Pohorje ist jedoch von zusammenhängenden, großen und dichten Wäldern bedeckt. Nadelwälder, Fichten und Föhren in den niedriger gelegenen Gebieten, Tannen in den höher gelegenen, dominieren, doch sind viele andere Baumarten, vor allem auch Edelkastanien in diese Wälder eingestreut. Insgesamt elf Gebiete gelten als Waldreservate, in denen nur eine sehr eingeschränkte und naturnahe Nutzung zugelassen ist.

## Pflanzen- und Tierwelt

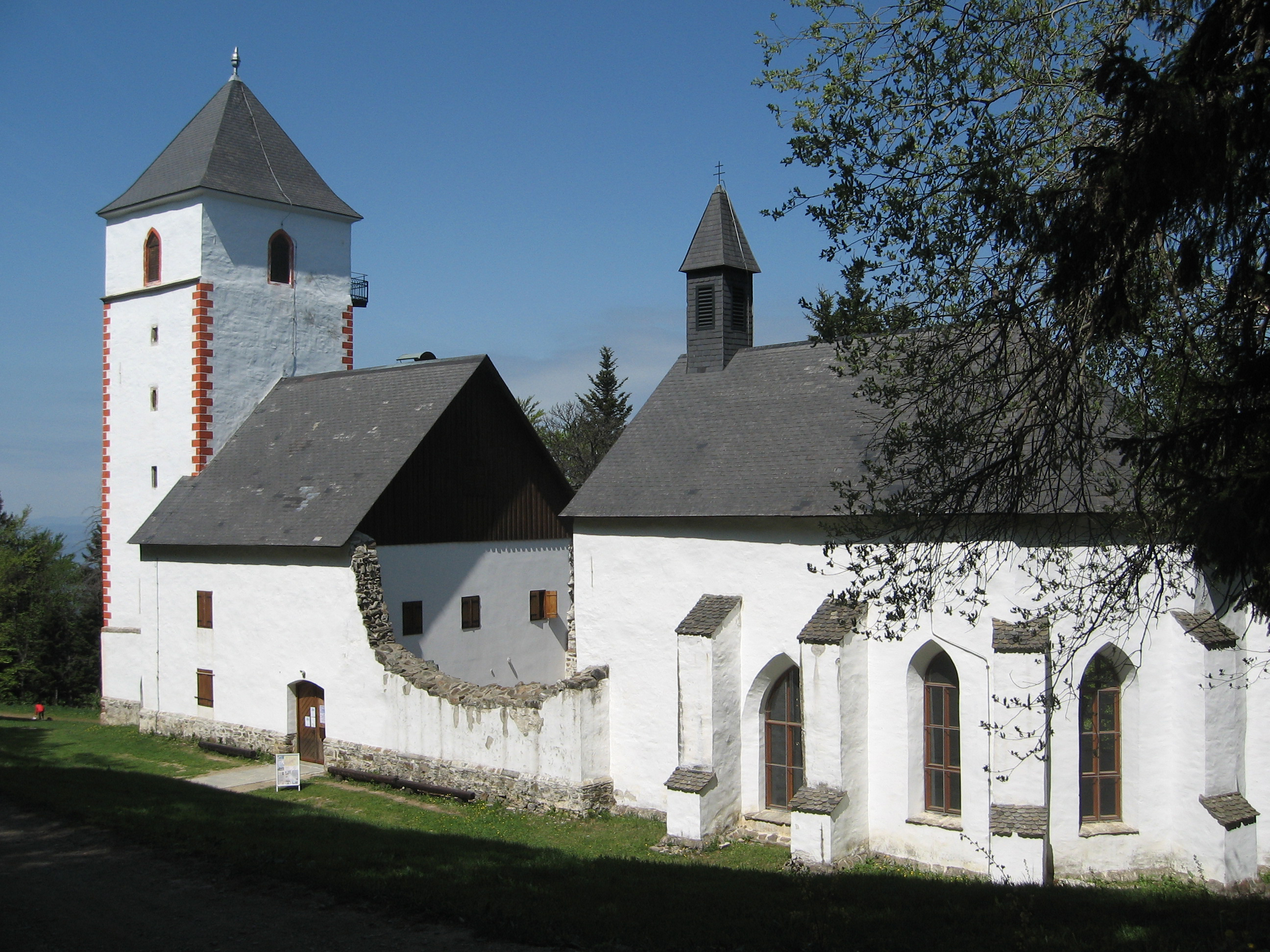
Die wiederaufgebaute St. Wolfgangskirche (Sveti Bolfenk)

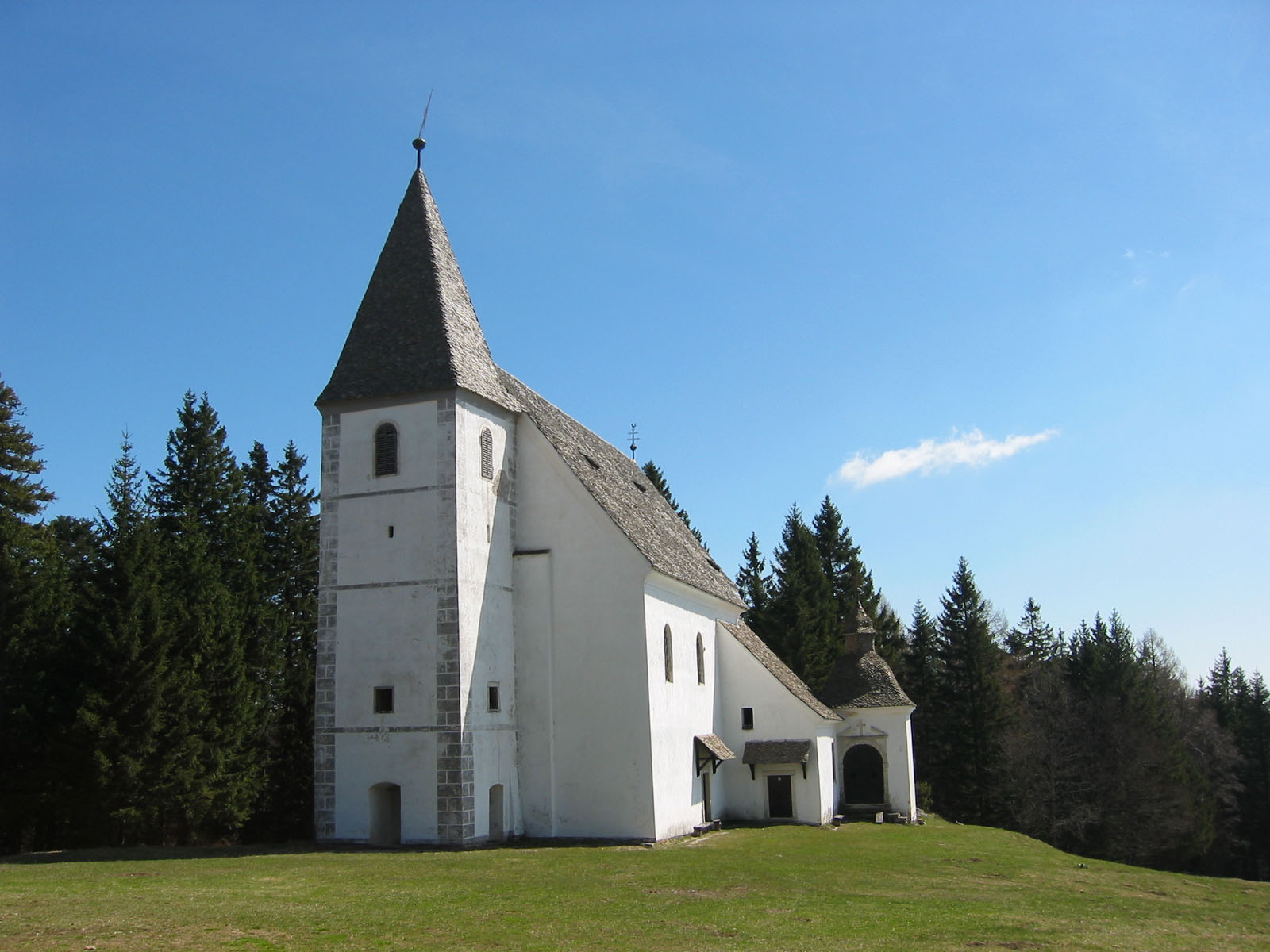
Sveti Areh (St. Heinrich)

Neben einigen Baumriesen (zum Beispiel der Marolt-Tanne (Maroltova jelka) oder der Dolar-Kastanie), die weltweit als größte Vertreter ihrer Arten gelten und vor allem von Touristen bestaunt werden, ist das Gebiet bei Botanikern vor allem als Binderegion zwischen der Flora des zentralen Mitteleuropa und jener Südmitteleuropas und des Dinarikums bekannt. Als typischer Silikatanzeiger ist die Rostblättrige Alpenrose (Rhododendron ferrugineum) recht häufig, ebenso Arnika und verschiedene Enzianarten, darunter der relativ seltene Pannonische Enzian (Gentiana pannonica). In den Moorgebieten findet man die Pflanzengesellschaften der extrem nährstoffarmen Hochmoore, darunter auch den Rundblättrigen Sonnentau (Drosera rotundifolia). Die Wälder sind äußerst reich an Pilzen. Der Pohorje ist ein gutes Fundgebiet für den Märzellerling (Hygrophorus marzuolus), in den südwestlichen und südlichen Laubwaldregionen kommt der Königsröhrling (Butyriboletus regius) vor. Gelegentlich werden auch Kaiserlinge (Amanita caesarea) gefunden.
Auch die Tierwelt ist sehr artenreich, auch wenn ursprünglich hier heimische Tierarten wie Luchs (Lynx lynx), Wolf (Canis lupus) und Braunbär (Ursus arctos) verschwunden sind. Nur gelegentlich wechseln Braunbären aus den Karawanken in dieses Gebiet, etablierten aber bislang keine stabile Population. Rothirsche (Cervus elaphus), Rehe (Capreolus capreolus) und Gämsen (Rupicapra rupicapra) sind heute die häufigsten Großtiere des Gebietes. Sie werden intensiv jagdlich betreut und erreichen dadurch – sehr zum Schaden der Ökostruktur – Überpopulationen. Selten, und wie überall von Vermischung mit verwilderten Hauskatzen bedroht, ist die Wildkatze (Felis silvestris), auch Fischotter (Lutra lutra) konnten sich nur in einigen Bereichen des Pohorje halten.
Das große, zum Teil auch sehr totholzreiche Waldgebiet, beherbergt sehr viele Vogelarten. Alle europäischen Spechtarten kommen als Brutvögel im Gebiet vor, auch Auerhuhn (Tetrao urogallus) und Birkhuhn (Lyrurus tetrix) sind noch vergleichsweise häufig. An den klaren, schnellfließenden Bächen ist die Wasseramsel (Cinclus cinclus) heimisch. Gelegentlich brütet auch der Habichtskauz (Strix uralensis) in den Wäldern des Pohorje.
Besonders artenreich ist die Insektenfauna. Über 700 verschiedene Schmetterlingsarten kommen im Pohorje vor, darunter der sehr seltene Hochmoorbläuling (Plebius optilete) und das große Nachtpfauenauge (Saturnia pyri). Erst 1980 wurde eine Steinfliegenart, Leuctra istenicae, als endemische Art im Gebiet des Ribniško-Sees entdeckt.

## Besiedelung
Der Pohorje ist nur sehr dünn besiedelt. Vorwiegend wurde auf den Rodungsflächen saisonale Alm- und Weidewirtschaft betrieben, die Dörfer liegen in den Vorgebirgstälern und in den Talbecken. Die einzige größere Ansiedlung im zentralen Pohorje ist Lovrenc na Pohorju. In südseitigen, sonnenexponierten Lagen liegen wenige kleine Anwesen, deren Bewohner dort Subsistenzwirtschaft betreiben konnten. Heute sind viele dieser Weiler verlassen. Neben dieser selbstversorgenden Landwirtschaft waren Holzschlag und Köhlerei die wichtigsten Einnahmequellen der hier lebenden Bevölkerung. Die Holzkohle versorgte vor allem regional bedeutsame Glashütten mit Energie. Charakteristisch für das Gebiet sind einige einsam gelegene Kirchen, von denen die Kirche Sveti Areh na Pohorju (St. Heinrich auf dem Bacher) aus dem späten 17. Jahrhundert die bekannteste ist.

## Geschichte

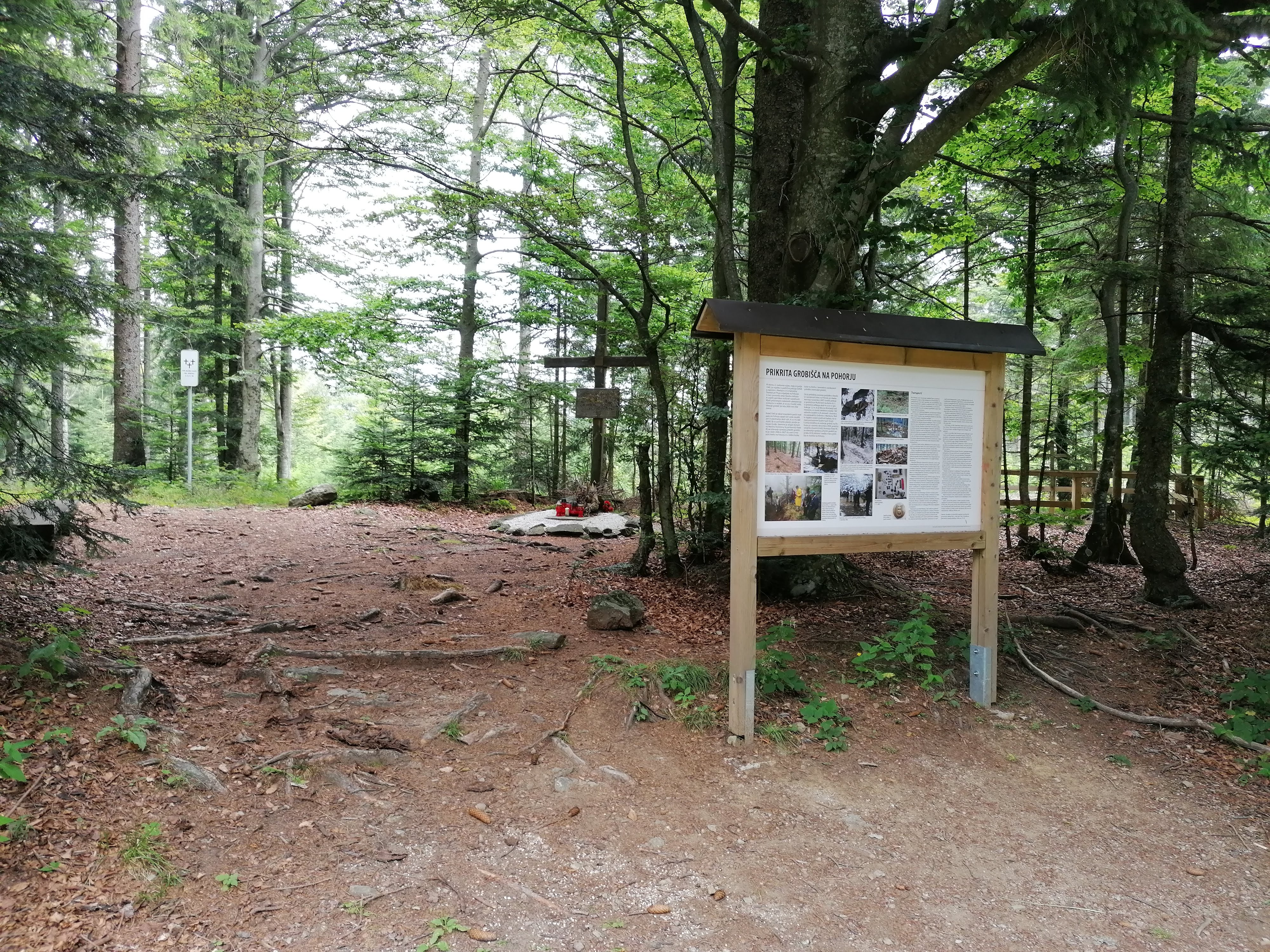
Gedenkstätte für ein Massengrab bei Areh (Gemeinde Ruše)

Im Bachergebirge befinden sich zahlreiche Massengräber aus der Zeit unmittelbar nach dem Zweiten Weltkrieg, zum Beispiel auf den Gebieten der Gemeinden Ruše und Hoče-Slivnica. Sie enthalten die sterblichen Überreste von hunderten Zivilisten und Kriegsgefangenen, die ins Gebirge transportiert und ermordet wurden.

## Ortschaften und Gemeinden
In und / oder am Bachergebirge liegen folgende Gemeinden und Ortschaften:
- Hoče-Slivnica (deutsch: Kötsch-Schleinitz)
- Lovrenc na Pohorju (deutsch: Sankt Lorenzen am Bachern)
- Mislinja (deutsch: Missling)
- Oplotnica (deutsch: Oplotnitz)
- Ribnica na Pohorju (deutsch: Reifnig am Bachern)
- Ruše (deutsch: Maria Rast)
- Slovenj Gradec (deutsch: Windischgrätz oder Windischgraz)
- Gemeinde Slovenska Bistrica (deutsch: Windisch-Feistritz)
- Vrhov Dol (deutsch: Rötschach bei Gonobitz)
- Zreče (deutsch: Bergenthal)